# Eustrangalis latericollis
Eustrangalis latericollis är en skalbaggsart som beskrevs av Wang och Fernando Chiang 1994. Eustrangalis latericollis ingår i släktet Eustrangalis och familjen långhorningar. Inga underarter finns listade i Catalogue of Life.